# 5-я стрелковая дивизия внутренних войск НКВД
5-я стрелковая дивизия внутренних войск НКВД СССР — воинское соединение НКВД СССР в Великой Отечественной войне.

## История дивизии
Дивизия сформирована 5 января 1942 года по приказу НКВД СССР № 0021 от 05.01.1942 года во исполнение Постановления ГКО № 1099-сс «Об организации гарнизонов войск НКВД в городах, освобождаемых КА» от 4 января 1942 года. Дислокация штаба дивизии — Тихвин Ленинградской области.
В действующей армии с 30 января 1942 по 16 октября 1944 года.
После формирования дивизии была поручена охрана Северной железной дороги и прилегающей к ней территории.
Дивизия выполняла задачи по охране войскового тыла Северо-Западного, Волховского, Ленинградского, 2-го Прибалтийского, 3-го Прибалтийского фронтов, линий связи ВЧ, внутреннего правопорядка на освобождённых территориях, принимала участие в борьбе с разведывательно-диверсионными группами противника, в вооруженной борьбе с националистическим подпольем на территории Латвии и Эстонии.
В 1942 году части дивизии имели следующую дислокацию. Штаб дивизии Тихвин, 3-й мотострелковый полк Новая Ситенка, 138-й стрелковый полк Пролетарий, 137-й стрелковый полк Малая Вишера, 261-й стрелковый полк Боровичи, 260-й стрелковый полк Бокситогорск.
С 1 февраля 1942 года по 1 апреля 1943 года на территории Ленинградской области части и подразделения дивизии задержали 86 агентов и диверсантов немецкой разведки, 242 предателя, 42 бандита. Снайперские команды полков на передовых линиях Северо-Западного, Волховского фронтов, уничтожили 9350 гитлеровцев, пулемётные и артиллерийские подразделения полков рассеяли и частично уничтожили 541 гитлеровцев, уничтожили 14 блиндажей, 7 пулемётов, 1 орудие, 4 полевые кухни, подавили огонь 22 дзотов и 18 пулемётных точек, сапёры дивизии на участках Северо-Западного фронта, Ленинградского фронта, Волховского фронта обезвредили 28446 мин и фугасов. С 10 апреля по 10 июня 1943 года сапёры дивизии сняли и обезвредили 21549 мин противника. С 1 января 1943 года по 1 апреля 1944 года части и подразделения дивизии по охране войскового тыла Северо-Западного, Волховского, Ленинградского, 2 Прибалтийского, 3 Прибалтийского фронтов задержали 63 изменников Родины, 52 шпионов и диверсантов, 25 ставленников и пособников врага.
В мае 1942 года два взвода 138-го полка дивизии при проведении эвакуации гражданского населения попали в окружение в районе станции Рогавка и были практически полностью уничтожены.
На 10 апреля 1944 года дислокация дивизии: посёлок Пролетарий, 138-й стрелковый полк — Луга; 143-й стрелковый полк и 261-й стрелковый полк — совхоз Волышово; 260-й стрелковый полк — Старая Русса.
С 20 октября 1944 года дивизия была расквартирована в Эстонии и Латвии. Её основной задачей была борьба с антисоветским партизанским движением в данных республиках.
На 1 ноября 1944 года дислокация дивизии: штаб и 36-й мотострелковый полк — Рига; 138-й стрелковый полк — Тарту; 143-й стрелковый полк — Валмиера; 260-й стрелковый полк — Таллин; 261-й стрелковый полк — Шауляй; отдельная медико-санитарная рота — Псков.
С 1 по 15 января 1945 года оперативно-разыскные группы 260-го полка на территории Эстонской ССР задержали 31 агента немецкой разведки.
14 февраля 1945 года 3-й стрелковый батальон 143-го полка в районе деревни Дзорны Лудзенского уезда Латвийской ССР уничтожил вооружённый отряд численностью 20 человек подпольной антисоветской националистической организации. 16 февраля 1945 года истребительный противотанковый артиллерийский батальон 36-го мотострелкового полка в лесу (15 км севернее Акнист Иллукстского уезда Латвийской ССР) ликвидировала вооружённый отряд численностью 40 человек подпольной националистической организации. 21 февраля 1945 года 3-й стрелковый батальон 138-го полка в лесу около деревни Тухолане Вильяндского уезда Эстонской ССР уничтожил вооруженный отряд численностью 12 человек эстонской антисоветской подпольной националистической организации «Омакайтсе». 2 марта 1945 года в Абренском районе на востоке Латвии 143-й стрелковый полк дивизии уничтожил крупный лагерь «лесных братьев» (20 бункеров, 300 человек), расположенный на островах болота Стампаки в 14 км западнее Виляки. В бою были убиты 28 латышских националистов. Потери дивизии составили 30 убитых и раненых.
После окончания Великой Отечественной войны дивизия располагалась в Риге. Выполняла задачи по охране войскового тыла Ленинградского фронта, линий связи ВЧ, внутреннего правопорядка Латвии и Эстонии, принимала участие в вооруженной борьбе с националистическим подпольем на территории Латвии, Эстонии и Литвы.
1 февраля 1948 года пулемётный взвод 1-го батальона 260-го полка в районе Гульбенишки (12 км северо-восточнее Вилкавишкис) уничтожил Верховного главнокомандующего ЛЛА.
В 1949 году войска дивизии участвовали в операции «Прибой». С 10 по 19 марта 1949 года в целях прикрытия истинного назначения операции части дивизии усилили борьбу с бандитизмом и провели рекогносцировку местности
12 августа 1951 года переформирована в Прибалтийском военном округе во второй отдел внутренней охраны Министерства госбезопасности СССР.

## Состав
- 3-й мотострелковый Краснознаменный полк внутренних войск НКВД (до сентября 1942 года)
- 24-й стрелковый Прутский ордена Богдана Хмельницкого полк внутренних войск НКВД (с июля 1945 года)
- 36-й мотострелковый полк внутренних войск НКВД (с октября 1944 года)
- 137-й стрелковый полк внутренних войск НКВД (до 28 сентября 1943 года)
- 138-й стрелковый полк внутренних войск НКВД
- 140-й стрелковый полк внутренних войск НКВД (до 10 августа 1942 года)
- 143-й стрелковый полк внутренних войск НКВД (с 1943 года)
- 260-й стрелковый полк внутренних войск НКВД
- 261-й стрелковый полк внутренних войск НКВД (до ноября 1944 года)
- 288-й стрелковый полк внутренних войск НКВД (с ноября 1944 года)
- отдельная рота боевого обеспечения
- отдельная рота связи
- отдельная медико-санитарная рота[7]
- 1589-я почтовая полевая станция[8]

## Подчинение
- С 05.01.1942 по 28.04.1942 — Управление внутренних войск НКВД СССР
- С 28.04.1942 по 1944 год — Главное управление внутренних войск НКВД СССР
- С 1944 года по 20.01.1947 года — Прибалтийский округ внутренних войск НКВД СССР
- С 21.01.1947 года по 05.05.1951 года — Внутренние войска Министерства госбезопасности СССР
- С 06.05.1951 года по 12.08.1951 года — внутренняя охрана Министерства госбезопасности СССР

## Командиры
- Бровкин, Павел Васильевич, полковник — (1942)
- Леонтьев, Пётр Алексеевич, полковник (с 1944 года генерал-майор) — (1942—1945)
- Кофанов, Михаил Николаевич[9], полковник — (1949—1951)
- Майборода, Феоктист Данилович, полковник — (1951)